# 刘镜西
刘镜西（1914年—1993年3月14日），男，河南清丰人，中华人民共和国政治人物。曾任北京政法学院（中国政法大学）党委书记（1954年11月-1957年1月，1957年3月-1966年5月）。

## 生平
1930年2月加入中国共产党。